# フランス映画の2×50年
『フランス映画の2×50年』（フランスえいがのにかけるごじゅうねん、仏語 Deux fois cinquante ans de cinéma français）は、ジャン＝リュック・ゴダールとアンヌ＝マリー・ミエヴィルの共同監督による1995年製作、フランス・イギリス・スイス合作によるドキュメンタリー映画である。

## 概要
タイトルが示すように、本作は、フランス映画の最初の1世紀とかかわろうとし、あるいはほとんど召喚しようとするドキュメンタリー映画である。
第1部では、少々寒くて時代遅れな高級ホテルで、ゴダールが自らを演出し、映画（シネマトグラフ）の最初の世紀をめぐる記念を組織しようとする協会の会長とともに、壊れたバトンについての会話をする。あるいはシネマトグラフの商業化について。
第2部では、協会長が、そのホテルのさまざまな人物と出会い、彼らに対して、むなしく映画史について質問する。協会長は映画史が失われたこと、ボーイも給仕もだれも文化的な教養を欠いていることを激しく問いただす。
第3部と最終部では、作家たちがシネマトグラフ理論についてのさまざまな重要な作品を提示し、モンタージュが進むにつれて、『ゴダールの映画史』に非常に近づいていく。いくつかの写真が、字幕が示すロベール・ブレッソンらシネアストや作家の引用と調和的に融合していく。
スタイル的にも、ヴィジュアル的にも、テーマ論的にも、『ゴダールの映画史』につながるダイレクトな直線で描かれた本作は、さらに明快なナレーションでユーモアを欠くことないが、視覚的かつ引用的な大叙事詩の比肩しうるものなき叙情性と詩的さには及ぶことはない。

## 註
1. 1 2 3 4 5  fr:Deux fois cinquante ans de cinéma françaisの記述を参照。